# Mochiru Hoshisato
Mochiru Hoshisato (星里 もちる, Hoshisato Mochiru) est un mangaka né le 1er janvier 1961 dans la ville de Kitakyūshū au Japon.
Son nom de plume et son style de manga semblent féminins, mais l’auteur est en fait un homme.
Il dessine pour les magazines Big Comic de la maison d’édition Shogakukan.

## Mangas
- Kiken ga Walking (危険がウォーキング), 1986-1989
- Ikibata Shufu Rumble (いきばた主夫ランブル), 1989
- Cocktail Ponytail (かくてる・ポニーテール), 1990
- Wazuka Ichomae (わずかいっちょまえ), 1990
- Half na bun dake (ハーフな分だけ), 1991
- Living Game (りびんぐゲーム), 1990-1993
- Kekkon Shiyō yo (結婚しようよ), 1993-1995
- Yume Kamoshinnai (夢かもしんない), 1996-1997
- Omuraisu (オムライス), 1998-2000
- Honki no Shirushi (本気のしるし), 2000-2003
- Ki ni Naru Yomesan (気になるヨメさん), 2002
- Runaheitsu (ルナハイツ), 2003-2004
- Kaijū no Ie (怪獣の家), 2004-2005
- Mochi wa michi ya (モチはモチ屋), 2000